# Hermann Nitsch
Hermann Nitsch (Vienna, 29 agosto 1938 – Mistelbach, 18 aprile 2022) è stato un performance artist austriaco considerato uno dei massimi esponenti dell’Azionismo viennese (Wiener Aktionismus).

## Biografia
Nato a Vienna nel 1938, Hermann Nitsch si diploma come grafico pubblicitario e lavora dapprima al Technisches Museum (Museo della Tecnica) a Vienna. Pochi anni dopo nascono le sue prime idee sull'azione pittorica e sul Das Orgien Mysterien Theater (letteralmente, il Teatro delle Orge e dei Misteri), che lo seguiranno come filo conduttore per il resto del suo sviluppo artistico.
Nel 1961 nascono i primi Schüttbilder (opere create gettando colore e sangue sulla tela; fra l'altro una tecnica molto amata dagli azionisti viennesi) e Nitsch partecipa a diverse azioni e mostre a Vienna, che lo porteranno a tre arresti e diversi processi. Verso la metà degli anni sessanta, inizia a formare assieme ad altri artisti come Günter Brus, Otto Mühl e Rudolf Schwarzkogler quel movimento che sarebbe stato poi famoso come Azionismo Viennese, esportando questa forma artistica anche in diverse città nordeuropee e negli Stati Uniti.
Nel 1968, a causa di vicende giudiziarie, è costretto a trasferirsi in Germania, e ritorna in Austria appena nel 1971, con l'acquisto, a sud di Vienna, del castello di Prinzendorf, dove terrà da quel momento in poi tutte le sue azioni, e in particolare la performance Das Orgien Mysterien Theater.
Tra le sue opere più importanti si ricordano 6-Tage-Spiel (rito delle sei giornate) nell'estate del 1998 con la regia di Alfred Gulden e la sua 120. azione sotto forma di 2-Tage-Spiel (rito delle due giornate) nel 2004. Nitsch ha partecipato come artista a Documenta 5 nel 1972 e a Documenta 7 a Kassel nel 1982.

## Arte
L'arte di Hermann Nitsch è fortemente influenzata dalla sua ammirazione per autori e artisti come de Sade, Friedrich Nietzsche, Sigmund Freud e Antonin Artaud. Nel suo manifesto puntualizza come le sue azioni debbano suscitare nello spettatore disgusto e ribrezzo, per innescare una controreazione di catarsi e purificazione.
L'opera di Hermann Nitsch trova la sua massima espressione nel Teatro delle Orge e dei Misteri (Das Orgien Mysterien Theater), opera d'arte totale che dal 1971 ha sede nel suo castello di Prinzerdorf in Austriache. L'opera viene rappresentata mettendo in scena azioni che prevedono anche performance estreme e sanguinose, quali sacrifici animali, atti di onanismo o che richiamano come già suggerisce il nome, alle orge dionisiache dell'antichità e all'efferatezza della Natura. Lo scopo dell'Artista è quello di rafforzare gli spettatori, che prendono parte personalmente alle azioni nel corso di alcuni giorni, avvicinandoli ai misteri della vita e della morte.
Nitsch cerca di insinuarsi nel subconscio del singolo colpendolo con immagini di animali sanguinanti e sacrificati in croce, ebbrezza, nudità e sangue. In questi giochi rituali, che durano diversi giorni, si incitano gruppi di persone a squartare bestie da soma, a tirarne fuori le viscere e a calpestarle, a imbrattare di sangue delle persone crocifisse e a unirsi in un rito collettivo di frenesia, basato su riti liturgici e sacri.
Questi gesti portano il singolo ad entrare in contatto con il proprio essere animale più profondo e istintivo, e quindi a toccare gli ambiti più bui e nascosti del proprio essere, che sono normalmente repressi dalla società umana. I partecipanti all'opera di Nitsch vengono costretti a vivere con una presa di coscienza questa totale disinibizione degli impulsi animali, e con questo anche la nostra innata potenzialità e tendenza alla violenza e alla distruzione. La decadenza radicale verso la sensualità ha come risultato una reazione catartica e purificatoria, e quindi l'ascesa alla spiritualità.
Hermann Nitsch è stato processato varie volte e condannato a tre pene detentive.
Muore all'età di 83 anni il 18 aprile 2022 in Austria, nell'ospedale di Mistelbach.

## Museo
Il 13 settembre 2008 a Napoli viene inaugurato il Museo archivio laboratorio per le Arti contemporanee Hermann Nitsch, uno spazio di documentazione e di approfondimento dell'opera di Nitsch.